# کلر لی چنولت
کلر لی چنولت (انگلیسی: Claire Lee Chennault; ۶ سپتامبر ۱۸۹۳ – ۲۷ ژوئیهٔ ۱۹۵۸) فرد نظامی اهل ایالات متحده آمریکا بود.
وی همچنین برندهٔ جوایزی همچون لژیون دونور (شوالیه)، نشان امپراتوری بریتانیا، صلیب پرواز ممتاز (ایالات متحده)، لژیون افتخار، نشان افتخار تولد لهستان، نشان هوایی، نشان خدمات برجسته (ارتش آمریکا)، و نشان خدمات برجسته (نیروی دریایی ایالات متحده) شده‌است.